# Varazdat Lalayan
Varazdat Lalayan, né le 1er mai 1999, est un haltérophile arménien. Il est trois fois médaillé aux Championnats du monde d'haltérophilie et trois fois médaillé aux Championnats d'Europe d'haltérophilie.

## Biographie
Varazdat Lalayan naît le 1er mai 1999.

### Carrière
En 2018, il remporte la médaille d'argent à la fois dans l'épreuve masculine des + de 105 kg aux Championnats du monde juniors d'haltérophilie qui se déroulent à Tashkent, en Ouzbékistan, et dans l'épreuve masculine junior des + de 105 kg aux Championnats d'Europe juniors et U23 d'haltérophilie qui se déroulent à Zamość, en Pologne,.
Un an plus tard, il remporte la médaille d'or dans l'épreuve masculine des + de 109 kg aux Championnats du monde juniors d'haltérophilie 2019 qui se déroulent à Suva (Fidji) et aux Championnats d'Europe juniors et U23 d'haltérophilie 2019 qui ont lieu à Bucarest en Roumanie,.
Il remporte la médaille de bronze à l'épreuve masculine des + de 109 kg lors des Championnats d'Europe d'haltérophilie 2021 qui se déroulent à Moscou en Russie,. Lors des championnats d'Europe d'haltérophilie juniors et U23 de 2021 à Rovaniemi, en Finlande, il remportée la médaille d'or dans son épreuve.
Il remporte la médaille d'argent dans la catégorie des + de 109 kg aux Championnats du monde d'haltérophilie 2021 qui se tiennent à Tachkent, en Ouzbékistan,.